# Bogdana Dourda
 (avril 2023).
Богдана Йосипівна Ду́рда
Bogdana Iossypivna Dourda (en ukrainien : Богдана Йосипівна Ду́рда), née le 24 mai 1940 à Boutchatch, est une artiste, écrivaine, poète, parolière, interprète et ingénieure de conception.

## Biographie
Bogdana Iossypivna Dourda naît le 24 mai 1940 à Boutchatch, dans l'oblast de Ternopil,.
En 1964, Dourda est diplômée de l'Université nationale polytechnique de Lviv. En 1980, elle est diplômée des Cours supérieurs de langue espagnole. En 1991, elle est diplômée de l'Université des arts par correspondance de Moscou.
De 1965 à 1996, Dourda devient ingénieure de conception à l'Usine chimique de Donetsk et aussi à l'Usine de mélange de Ternopil. Elle prend part aux expositions d'art depuis 1979. Les œuvres de Dourda sont présentées lors des expositions personnelles à Kyïv, Ternopil (1997, 2003, 2007) et Boutchatch (2006),. Ces œuvres sont conservées dans des collections privées et des institutions culturelles ukrainiennes.
Depuis 2003, Dourda donne des cours dans les clubs de musique de l'École secondaire no 24 de Ternopil et du Centre culturel et artistique de Malvy, où elle enseigne aussi l'espagnol.
Dourda est auteure de quatre recueils de poésie, du livre pour enfants Дивосвіт (« Pays des merveilles ») (2008) et de plus d'une centaine de chansons. Ses poèmes comprennent la musique de Z. Prysoukhina. Elle est illustratrice du livre А що бачать очка? (« Que voient les yeux ? ») de Marta Teodorivna Tchopyk et de ses propres œuvres dont На грані: Вірші, пісні (« Sur le fil du rasoir : Poèmes, chansons ») (2001), Ріка життя: Поеми, поезії (« Rivière de la vie : Poèmes, poèmes ») (2003) et Лабіринти долі (« Labyrinthes du destin ») (2006),. Elle est traductrice de l'espagnol, du polonais, du russe et de l'espéranto.
Elle obtient des récompenses lors des concours artistiques régionaux et du Festival-concours panukrainien « Oberig-93 »,. De 1997 à 2008, elle est présidente du club de femmes créatives « Dolia ». Elle est membre de l'Organisation régionale de Ternopil de l'Union nationale des écrivains d'Ukraine.

## Œuvres

### Œuvres d'art
- Квіти (« Fleurs ») (1991)[2]
- Старий парк (« Vieux parc ») (1994)[2]
- Польові квіти (« Fleurs sauvages ») (1995)[2]
- К. Білокур (« K. Bilokour ») (1996)[2]
- Над греблею (« En amont du barrage ») (1998)[2]
- Після концерту (С. Крушельницька) (« Après le concert (S. Krouchelnytska) ») (2000)[2]
- М. Башкирцева (« M. Bachkirtseva ») (2002)[2]
- Осінь (« Automne ») (2003)[2]

### Littérature
- На грані: Вірші, пісні (« Sur le fil du rasoir : Poèmes, chansons ») (2001)[2]
- Ріка життя: Поеми, поезії (« Rivière de la vie : Poèmes, poèmes ») (2003)[2]
- Лабіринти долі (« Labyrinthes du destin ») (2006)[2]
- Дивосвіт (« Pays des merveilles ») (2008)[1]